# Crnoklište
Crnoklište (izvirno srbsko Црноклиште) je naselje v Srbiji, ki upravno spada pod Občino Pirot; slednja pa je del Pirotskega upravnega okraja.

## Demografija
V naselju, katerega izvirno (srbsko-cirilično) ime je Црноклиште, živi 298 polnoletnih prebivalcev, pri čemer je njihova povprečna starost 50,5 let (49,5 pri moških in 51,3 pri ženskah). Naselje ima 122 gospodinjstev, pri čemer je povprečno število članov na gospodinjstvo 2,77.
To naselje je, glede na rezultate popisa iz leta 2002, večinoma srbsko, a v času zadnjih treh popisov je opazno zmanjšanje števila prebivalcev.
|  |

| Demografija | Demografija     | Demografija     |
| Leto        | Št. prebivalcev | Št. prebivalcev |
| ----------- | --------------- | --------------- |
|             |                 |                 |
|             |                 |                 |
|             |                 |                 |
|             |                 |                 |
| 1948        | 929             |                 |
| 1953        | 895             |                 |
| 1961        | 727             |                 |
| 1971        | 618             |                 |
| 1981        | 548             |                 |
| 1991        | 444             | 435             |
| 2002        | 338             | 338             |
|             |                 |                 |

| Etnična sestava po popisu iz leta 2002 | Etnična sestava po popisu iz leta 2002 | Etnična sestava po popisu iz leta 2002 | Etnična sestava po popisu iz leta 2002 | Etnična sestava po popisu iz leta 2002 |
| -------------------------------------- | -------------------------------------- | -------------------------------------- | -------------------------------------- | -------------------------------------- |
| Srbi                                   | Srbi                                   |                                        | 315                                    | 93,19%                                 |
| Romi                                   | Romi                                   |                                        | 22                                     | 6,50%                                  |
| Madžari                                | Madžari                                |                                        | 1                                      | 0,29%                                  |
| Neznano                                | Neznano                                |                                        | 0                                      | 0,0%                                   |